# Kaitō Saint Tail
Kaitō Saint Tail ou A Ladra Meimi (怪盗セイント・テール, Kaitō Saint Tail), é uma série de garota mágica criada por Megumi Tachikawa que foi publicada em mangá desde 1995 até 1997 pela Kodansha Nakayoshi magazine. O mangá tinha 7 volumes e foi adaptado a anime entre 1995 e 1996, ficando com um total de 43 episódios. Kaitō Saint Tail foi exibida no Japão, Itália, Hong Kong, Filipinas, México, Coreia do Sul, Espanha, Portugal e Estados Unidos (embora neste país apenas 15 episódios tenham sido exibidos). 
No dia 1 de março de 2006, começou a ser exibida pelo Canal Panda em Portugal.
Trata-se de uma série romântica e engraçada, que dá grande relevo à religião católica.
Videojogos foram lançados para a Sega Saturn e Sega Game Gear no Japão, e são considerados itens de colecionador pelos fãs de Saint Tail.

## Sinopse
Kaitō Saint Tail conta a história de uma menina de uma escola privada com 14 anos, Meimi, que durante a noite se transforma na ladra Saint Tail. 
Saint Tail rouba (ou melhor, devolve) objetos e outros bens que estão na posse de pessoas desonestas e entrega-os aos inocentes, aos mais necessitados ou aqueles que são vítimas dos seus atos. Esta ladra apoia-se nos seus truques de magia para realizar os seus roubos. Meimi conta com a ajuda da sua melhor amiga (Seira), que quer ser freira. Seira ajuda os mais necessitados e pede auxílio a Saint Tail para lhes resolver os problemas.
Esta ladra é procurada pelo detective Asuka, que em anos anteriores tentou prender uma ladra semelhante que desapareceu (Lúcifer). Para além deste detective, existem outros polícias e detectives no seu encalço, sendo o seu maior rival Asuka  Junior, o filho do detective Asuka, que é colega de Meimi na escola e quer seguir a carreira do pai.   
Meimi e Asuka Junior vivem um curioso romance durante o dia, na escola, e durante a noite, como detective e ladra. Será que o detective Asuka Junior vai capturar a ladra Saint Tail?...Ou será a magia de Saint Tail a capturar o coração do detective mais novo da cidade?

## Nomes dos títulos dobrados
| Idioma                               | Título |
| Inglês                               | Saint Tail |
| Italiano                             | Lisa e Seya, un solo cuore per lo stesso segreto (Traduzindo fica "Lisa e Seya, um só coração pelo mesmo segredo") |
| Japonês                              | 『怪盗 セイント・テール』（かいとう せいんと・てーる） (Traduzindo fica "A Misteriosa Ladra Saint Tail")           |
| Português de Portugal                | A Ladra Meimi (pronuncia-se Mimi)                                                                                  |
| Russo                                | Грабительница Святой Хвост (traduzido fica "A Ladra Santa Cauda")                                                  |
| Espanhol (Los Angeles)               | Las Aventuras de Saint Tail (Traduzindo fica "As aventuras de Saint Tail")                                         |
| Redobragem em Espanhol (em processo) | La Misteriosa Ladrona Saint Tail (Traduzindo fica "A Misteriosa Ladra Saint Tail")                                 |
| Coreano                              | 천사 소녀 네티 (Traduzindo literalmente "Rapariga Anjo, Neti" <pronuncia-se Neh-ti>)                               |
| Chinês                               | 怪盗 St. Tail (Traduzindo fica "Os Mistérios da ladra St. Tail")                                                   |

## Ligações Externas
- Official English Saint Tail manga site
- Official English Saint Tail anime site
- Saint Tail manga review at Mangareviewer.com
- Saint Tail Supershow